# 馬爾維納斯日
馬爾維納斯日（西班牙語：Día de las Malvinas），正式名稱為馬爾維納斯戰爭老兵與陣亡者日（西班牙語：Día del Veterano y de los Caídos en la Guerra de las Malvinas），是阿根廷的一個公共假日，於每年4月2日慶祝。這個名字指的是福克蘭群島，在西班牙語中被稱為馬爾維納斯群島（Islas Malvinas）。

## 概述
這個節日是為了紀念在福克蘭戰爭中犧牲的阿根廷士兵，這場戰爭始於1982年4月2日阿根廷對該群島的入侵。在74天的佔領期間，共有649名阿根廷人（633名軍人和16名平民）犧牲了自己的性命
馬爾維納斯日於2000年11月22日首次推出，取代了6月10日的「阿根廷對馬爾維納斯、南桑威奇和南大西洋群島的主權日（Día de los Derechos Argentinos sobre las Islas Malvinas, Sandwich y del Atlántico Sur）」。在此之前，該日是為了紀念布宜諾斯艾利斯於1829年任命路易斯·韋爾內為該群島總督。福克蘭群島沒有紀念馬爾維納斯日，但在6月14日有一個相關的節日，稱為解放日，以紀念戰爭的結束。8月14日還有一個名為福克蘭日的慶祝活動，慶祝約翰·戴維斯於1592年（由英國人）首次發現福克蘭群島的記錄。